# Musel III Mamicônio
Musel III Mamicônio (em latim: Musel ou Musiles; em grego medieval: Μουσίλης; romaniz.: Mousílēs; em armênio: Մուշեղ; romaniz.: Mušeł; m. 635/636) é um asparapetes da Armênia morto enquanto lutava no exército sassânida durante a Batalha de Cadésia. Teve seu papel na supressão da revolta de Vararanes VI (r. 590–591) e combateu sob o imperador Maurício (r. 582–602) na Trácia.

## Nome
Musel ou Musiles (Μουσίλης, Mousílēs) são as formas latina e grega do armênio Muxel (Մուշեղ, Mušel), que originou-se no hitita Mursil através da forma não atestada Murxel (*Մուրշեղ, *Muršeł).

## Vida

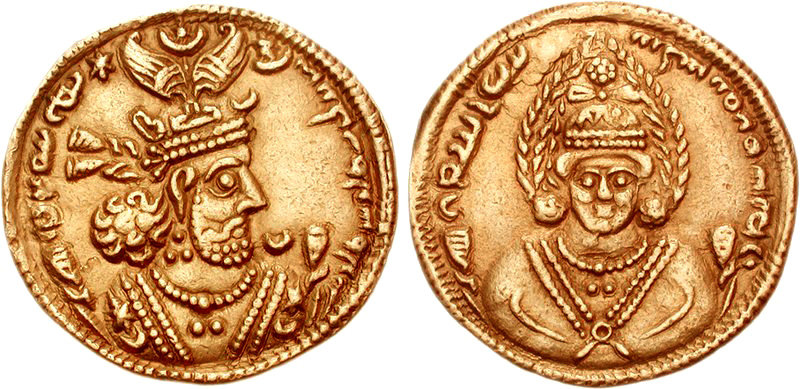
Dinar de r.

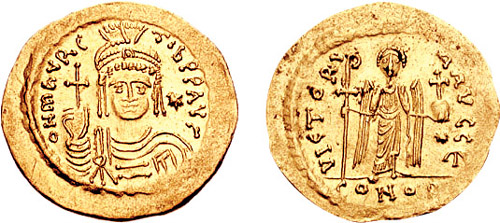
Soldo de Maurício r.

Sua origem é incerta. O historiador Sebeos apresenta-o como um filho de Davi. Segundo Christian Settipani, Davi talvez era filho de Amazaspes, provável filho de Musel II. Por sua parte, Cyril Toumanoff considera que Davi era filho de Vaanes II, o Lobo, figura da História de Taraunitis de João Mamicônio, uma crônica considerada mais romântica que histórica. Em ambos os casos, Musel era irmão mais velho dos príncipes armênios Amazaspes IV e Gregório I.
Aparece na Guerra Civil Sassânida de 589–591, quando comanda 12 000 cavaleiros armênios em auxílio ao xá Cosroes II (r. 590–628) e seus aliados bizantinos na guerra contra o rebelde Vararanes VI (r. 590–591). Nesse momento, Musel era asparapetes. Segundo Sebeos, Vararanes escreveu-lhe cartas de forma a dissuadi-lo de participar da aliança contra ele. Numa delas disse:
| “ | Quanto a você armênios que demonstram lealdade fora de época, a casa de Sasano não destruiu sua terra e soberania? Por que, de outra forma, seus pais se rebelaram e se libertaram do serviço deles, lutando até hoje por seu pais? | ” |

Tomás Arzerúnio nomeia-o "um bravo soldado, abençoado com grande energia". Após a derrota de Vararanes, foi acusado por Cosroes de permitir que o rebelde escapasse, mas apelou a João Mistacão e o imperador Maurício (r. 582–602). Foi convocado por Maurício para Constantinopla e nunca mais retornou à Armênia. Subsequentemente liderou um exército, que Maurício reuni na Armênia, numa campanha na Trácia contra os invasores eslavos e avares. Houve um sucesso inicial, que foi seguido por uma pesada derrota e teve como consequência a suposta captura e morte de Musel; data-se o evento em 594, na campanha de Pedro, irmão de Maurício.

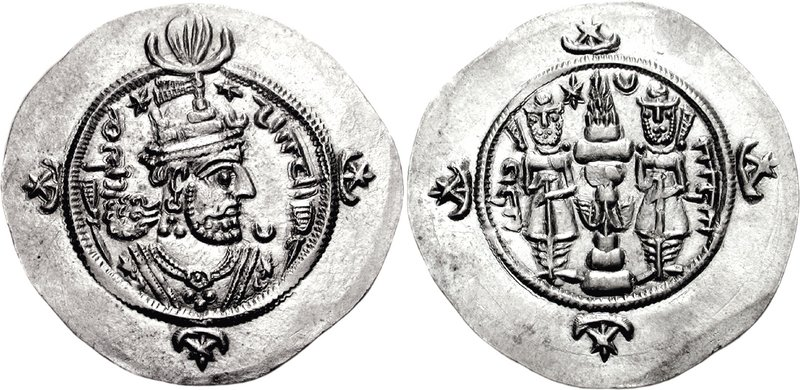
Dracma de r.

Pourshariati, por outro lado, associou esse Musel com o homônimo que esteve ativo no Império Sassânida até meados da década de 630. Segundo Tabari, no tempo da deposição de Cosroes e ascensão de Cavades II (r. 628), o oficial Asfajusnas se reuni com Jalinus ou Jilinus, figura que Tabari identifica como o comandante da guarda encarregado de manter o controle sobre Cosroes. Esse Jalinus possivelmente pode ser Musel ou Gregório II, príncipe de Siunique. Segundo Sebeos e os cronistas árabes, Musel também teria participado na Batalha de Cadésia travada entre os generais do Império Sassânida e os exércitos invasores do recém-criado Califado Ortodoxo em 635 ou 636. Nela, Musel comandou 3 000 armênios e foi colocado na vanguarda, com ordens para não atacar o inimigo sem permissão de Rustã Farruquezade. O exército sassânida foi derrotado e Musel e dois de seus sobrinhos pereceram.

## Família
Segundo Cyril Toumanoff, e alguns outros historiadores, Musel era pai de Musel IV, que foi asparapetes e príncipe da Armênia em 654.